# Rise of the Lion
Rise of the Lion es el cuarto álbum de estudio de la banda estadounidense de metalcore Miss May I. Fue lanzada el 25 de abril de 2014 a través de Rise Records. Fue producido por Terry Date.

## Lista de canciones
| N.º | Título                       | Duración |  |
| 1.  | «Refuse to Believe»          | 3:55     |  |
| 2.  | «Lunatik»                    | 3:44     |  |
| 3.  | «Gone»                       | 3:38     |  |
| 4.  | «Echoes»                     | 4:03     |  |
| 5.  | «You Want Me»                | 3:08     |  |
| 6.  | «Tangled Tongues»            | 3:43     |  |
| 7.  | «Hero with No Name»          | 3:27     |  |
| 8.  | «Darker Days»                | 4:26     |  |
| 9.  | «End of Me»                  | 3:05     |  |
| 10. | «Saints, Sinners and Greats» | 2:41     |  |

| Bonus tracks (Best Buy) |                 |          |  |
| N.º                     | Título          | Duración |  |
| 11.                     | «Burn My Pages» | 3:18     |  |
| 12.                     | «Last Letter»   | 3:41     |  |

| Bonus track (Target) |              |          |  |
| N.º                  | Título       | Duración |  |
| 11.                  | «My Inferno» | 3:36     |  |
| 12.                  | «Stereos»    | 3:31     |  |

## Personal
Miss May I
- Levi Benton – voz principal, letra
- Ryan Neff – bajo, voz principal, letra, piano
- B.J. Stead – guitarra principal, coros
- Justin Aufdemkampe – guitarra rítmica, coros
- Jerod Boyd – batería